# Bureau of Oceans and International Environmental and Scientific Affairs
Das Bureau of Oceans and International Environmental and Scientific Affairs (OES) ist ein Amt des Außenministeriums der Vereinigten Staaten zuständig für die Belange der Weltmeere, Umwelt, Wissenschaft und Technik sowie Gesundheit. Das Amt wird vom Assistant Secretary of State for Oceans and International Environmental and Scientific Affairs (Seit 2021 Monica P. Medina) geleitet.
Das Oceans and Fisheries Directorate verfügt über zwei Ämter, die sich mit Fragen der internationalen Ozeane befassen. Das Amt für Meeresschutz konzentriert sich auf die internationale Fischerei und die damit verbundene Probleme während das Amt für Ozeane und Polarangelegenheiten sich um das Seevölkerrecht, die Verschmutzung der Meere, die Meeressäuger, die Polarangelegenheiten, die Meeresgrenzen und die Meereskunde kümmert.
Das Environment Directorate befasst sich mit Umweltfragen, einschließlich Umweltaspekten des internationalen Handels und dem Transport von Gefahrstoffen, die multilaterale Abkommen innerhalb des Office of Environmental Quality and Transboundary Affairs erfordern. Das Office of Conservation and Water entwickelt außenpolitische Ansätze der USA zur Erhaltung und Bewirtschaftung der weltweiten Ökosysteme sowie zu grenzüberschreitenden Wasserproblemen.
Die Health, Space and Science Directorate umfasst das Office of International Health Affairs, das mit US-Regierungsbehörden zusammenarbeitet um die Politikgestaltung in Bezug auf internationalen Bioterrorismus, Infektionskrankheiten, Überwachung und Reaktion, Umweltgesundheit und Gesundheit in Post-Konflikt-Situationen zu erleichtern. Das Office of Space and Advanced Technology befasst sich mit Fragen, die sich aus unserer Weltraumforschung ergeben, um die globale Sicherheit in Bezug auf diese neue Grenze zu gewährleisten. Das Office of Science & Technology fördert die Interessen der US-amerikanischen Wissenschafts- und Technologiegemeinschaften auf dem Gebiet der internationalen Politik, verhandelt Rahmen- und andere Wissenschaft und Technik-Vereinbarungen und übernimmt eine führende Rolle bei der Vertretung der US-amerikanischen Wissenschaft und Technologie in multilateralen internationalen Organisationen wie der UNESCO und weiteren Organisationen der Vereinten Nationen, Organisation für wirtschaftliche Zusammenarbeit und Entwicklung und anderen.